# Список умерших в 1236 году
В этой статье представлен список известных людей, умерших в 1236 году.
См. также: Категория:Умершие в 1236 году

## Январь
- 14 января — Савва I Сербский — сербский религиозный, культурный и политический деятель, создатель автокефальной (независимой) Сербской православной церкви её первый архиепископ, святой Сербской православной церкви, покровитель школ.

## Февраль
- 16 февраля — Филиппа Марери[итал.] — итальянская монахиня, святая римско-католической церкви[1].
- 20 февраля — Генрих II — граф Шварцбург (1197—1236)

## Март
- 15 марта — Муинуддин Чишти (93) — глава и эпоним суфийского братства Чиштия. Также известен как Гариб Наваз («Благотворитель бедных»).
- 26 марта — Риццерио — святой римско-католической церкви[2].
- 28 марта — Конон из Назо (96) — базилианский аббат Назо, святой римско-католической церкви.

## Апрель
- 4 апреля — Ришар де Бельвю[фр.] — епископ Эврё (1223—1236).
- 11 апреля — Уолтер II де Бошан из Элмли, английский землевладелец, феодальный барон Салварпа (с 1211), шериф Вустершира (с 1217), судья Глостершира (1227), судья Оксфордшира (1227).
- Илтутмиш — Султан Дели (1211—1236)

## Май
- 1 мая — Уильям III д’Обинье — участник баронской войны против Иоанна Безземельного, один из 25 гарантов Великой хартии вольностей
- 6 мая — Роджер из Вендовера — английский хронист.
- 7 мая — Агнеллус Пизанский[англ.] — основатель ордена францисканцев в Англии, святой римско-католической церкви[3].

## Июнь
- 9 июня — Диана Андало[англ.] — итальянская доминиканская монахиня, святая римско-католической церкви.

## Июль
- 29 июля — Ингеборга Датская — королева-консорт Франции, жена Филиппа II Августа (1193,1200—1223).

## Август
- 8 августа — Юг де Ля Ферт[фр.] — епископ Шартра (1234—1236)
- 16 августа — Томас Блунвиль[англ.] — епископ Нориджа (1226—1236)
- 17 августа — Ян II[нем.] — епископ Праги (1226—1236).
- 18 августа — Уильям де Блуа[англ.] — епископ Вустера (1218—1236)

## Сентябрь
- 14 сентября — Джил Санчес Португальский[порт.] — португальский трубадур
- 22 сентября — Фольквин фон Наумбург — последний магистр Ордена меченосцев (1209—1236), погиб в битве при Сауле.
- 25 сентября — Готье де Куэнси — французский поэт и музыкант, трувер.

## Ноябрь
- 15 ноября — Лопе II — сеньор Бискайи (1214—1236)
- 25 ноября — Жоффруа II Д'Э[фр.] — епископ Амьена (1222—1236)
- 26 ноября — Аль-Азиз Мухаммед — айюбидский эмир Алеппо (1216—1236), убит
- Рукнуд-дин Фируз — Султан Дели (1236), убит

## Декабрь
- 24 декабря — Конрад IV фон Танн[нем.] — епископ Шпайера (1233—1236)
- 26 декабря — Филипп Канцлер — французский теолог и поэт

## Дата неизвестна или требует уточнения
- Абу Закария аль-Мутасим, восьмой халиф династии Альмохадов, правитель Марокко (1227—1229).
- Авар Хан Айбак[англ.] — губернатор Бенгалии (1236), убит
- Баризоне III де Торрес — юдекс Логудоро (1232—1236).
- Бернар I де Рошфор[фр.] — епископ Ле-Пюи (1231—1236)
- Блакац — провансальский трубадур. По другим источникам, умер в 1237 году
- Витек II Старший — чешский дворянин, родоначальник рода Витковичей из Крумлова.
- Генрих фон Сакс, немецкий миннезингер.
- Герен Лебрен — Великий магистр ордена госпитальеров (1231—1236)
- Гилберт де Данкелд[англ.] — епископ Данкелда (1229—1236)
- Денис, сын Ампуда[англ.] — палатин Венгрии (1227—1228, 1231—1234)
- Джакомо[итал.] — епископ Аосты (1219—1236)
- Жан I Ибелин — сеньор Бейрута (ок. 1200—1236), сеньор Наблуса, коннетабль Иерусалимского королевства (1198—1205), регент Иерусалимского королевства (1205—1210), регент Кипрского королевства (1227—1232)
- Кул Гали — булгарский поэт, погиб во время монгольского нашествия.
- Луи III, граф Лоона (1221—1227), граф Ринека (с 1227), бургграф Майнца.
- Мадог ап Грифид Майлор — Король Поуис-Вадога (1191—1236)
- Саифутдин Айбак[англ.] — губернатор Бенгалии (1233—1236), убит
- Стефан Кулинич — бан Боснии (1204—1232)
- Хашин — монгольский хан, сын Угэдэя, отец Хайду